# Gunungiella lekuk
Gunungiella lekuk är en nattsländeart som beskrevs av Huisman 1993. Gunungiella lekuk ingår i släktet Gunungiella och familjen stengömmenattsländor. Inga underarter finns listade i Catalogue of Life.